# Zoquiapa, Guerrero
Zoquiapa är en ort i Mexiko.   Den ligger i kommunen Tixtla de Guerrero och delstaten Guerrero, i den södra delen av landet, 210 km söder om huvudstaden Mexico City. Zoquiapa ligger 1 881 meter över havet och antalet invånare är 1 390.
Terrängen runt Zoquiapa är huvudsakligen kuperad, men söderut är den bergig. Runt Zoquiapa är det glesbefolkat, med 20 invånare per kvadratkilometer. Närmaste större samhälle är Chilapa de Alvarez, 12,0 km nordost om Zoquiapa. I omgivningarna runt Zoquiapa växer huvudsakligen savannskog.